# Damiana da Cunha
Damiana da Cunha (c. 1779 - 1831) va ser una líder de la tribu caiapó que tingué un paper destacat en les relacions polítiques del seu poble amb la colònia luso-brasilera.
No s'ha trobat cap registre del seu nom de pila indígena.

## Biografia

### Context (Lluites territorials alseglexviii)

Província de Goiás (1822), successora de la Capitania de Goiás

La nació caiapó (o kayapó) va ser un dels objectius militars de la corona portuguesa durant el segle xviii, que pretenia expandir i consolidar el seu territori a l'interior del Brasil-Colônia. Se succeïren atacs durant dècades, però els portuguesos es trobaren sempre amb la feroç resistència indígena.
A mitjans de segle, el govern de la colònia, mitjançant el Ministre Sebastião José de Carvalho e Melo, va dissenyar un nou pla d'acció envers els indígenes. Consistia en diverses mesures d'atracció pacífica, deixant la lluita armada com a recurs extrem. La seva finalitat era que les diferents tribus acceptessin voluntàriament esdevenir súbdites de la Corona, ja que això garantia l'ampliació de les fronteres de la colònia, tal com quedà estipulat en el Tractat de Madrid (1750).

### Convivència amb l'home blanc
El cacic Angraí-oxá era el cap d'una de les aldees caiapós, ubicada al sud de la Capitania de Goiás. Degut al declivi del seu assentament (pèrdua d'homes i territori, més una persistent sequera) va acceptar la oferta portuguesa i l'any 1781 van marxar a viure a un llogarret proper a Vila Boa, que era la capital de la Capitania goiana, on se'ls garantia alimentació i protecció a canvi de treball.
Un cop arribats, els portuguesos obligaren als caiapós a batejar els seus infants. El governador Luís da Cunha va apadrinar els dos nets del cacic, que van rebre un nom cristià a més del seu cognom: Manoel i Damiana da Cunha. Damiana va anar a viure a casa del Governador, on fou educada conforme a la societat colonial de l'època, fins c. 1783. Si bé els indígenes van haver de portar una vida dura amb extenuants jornades laborals, Damiana, a causa de la seva posició, va ocupar una posició de mitjancera entre els caiapós i els colons.
Entre 1808 i 1830 va participar en les "operacions de descens", on els portuguesos pujaven a les muntanyes on es trobaven els poblats indígenes i d'altres que havien fugit, per mirar de convence'ls de baixar a viure a les seves ciutats. En aquestes expedicions feia les tasques de missionera, mestra, mediadora i cap d'expedició. Va tornar malalta de la seva última expedició, amb febre i malestar general. No es va poder recuperar i va morir l'estiu de 1831.
Després de la seva mort, el seu germà Manoel va passar a desenvolupar la seva tasca. Li mancava la resolució i la fe en la seva comesa que tenia Damiana i, mica a mica, la població caiapó va anar disgregant-se. São José de Mossâmedes, on van residir els dos germans, va ser abandonat finalment el 1879.

### Vida personal
Damiana da Cunha es va casar dos cops, ambdues amb membres de l'exèrcit portuguès:
- José Luiz da Costa, sergent d'infanteria (c. 1793 - c. 1809).[4]
- Manuel Pereira da Cruz, soldat d'infanteria (1822 - 1831).[10]

No hi ha constància de que tingués cap fill.

## Interpretació del seu paper històric
Segons els historiadors dels segles XVIII i XIX, la figura de Damiana da Cunha va ser la d'una indígena, civilitzada a través d'una mena de mestissatge cultural i religiós, que fou un punt d'unió entre el caiapós i l'home blanc, sent peça clau en la supervivència d'aquests primers.
Ja des del segle xx, noves biografies la titllen de col·laboracionista i d'haver sigut responsable de dur als caiapós a un règim de semiesclavitud i d'haver posat en risc l'herència cultural del seu poble.
En qualsevol cas, se subratlla la importància d'haver estat una dona, a més pertanyent a una minoria ètnica, en una posició de poder i responsabilitat molt fora del comú en l'època, guanyant-se el respecte de les dues faccions.